# Ellipteroides cobelura
Ellipteroides cobelura är en tvåvingeart som först beskrevs av Alexander 1973.  Ellipteroides cobelura ingår i släktet Ellipteroides och familjen småharkrankar. Inga underarter finns listade i Catalogue of Life.